# Uma exsul
La lagartija perrilla de arena o lagartija arenara proscrita (Uma exsul) es una especia de lagarto perteneciente a la familia Phrynosomatidae. Es endémica de México, omnívora, y tiene la habilidad de detectar alimento químicamente con el movimiento de su lengua.